# Еусебіо Бардахі
Еусебіо Бардахі-і-Асара (ісп. Eusebio Bardají y Azara; 19 грудня 1776 — 7 березня 1842) — іспанський дипломат і політик, двічі очолював іспанський уряд.